# Ingomar, the Barbarian
Ingomar, the Barbarian (o The Barbarian Ingomar) è un cortometraggio muto del 1908 diretto da David W. Griffith. La sceneggiatura, che si deve allo stesso Griffith, si basa sul romanzo di Ernest Thompson Seton e sul testo teatrale Der Sohn der Wildnis di Friedrich Halm che era conosciuto presso il pubblico americano con il titolo Ingomar. La versione in inglese, firmata da Maria Lovell, era andata in scena per la prima volta a Broadway il 1º dicembre 1851.

## Produzione
Il film fu prodotto dalla American Mutoscope & Biograph, girato a Cos Cob, nel Connecticut.

## Distribuzione
Il copyright del film, richiesto dalla American Mutoscope and Biograph Co., fu registrato il 1º ottobre 1908 con il numero H116387.
Distribuito dalla American Mutoscope & Biograph, il film - un cortometraggio di 246 metri - uscì nelle sale il 13 ottobre 1908. 
Non si conoscono copie ancora esistenti della pellicola che viene considerata presumibilmente perduta.